# Deutscher Minenräumdienst

Doppelstander „C“ als Flagge aller deutschen Seeschiffe zwischen 1945 und 1951

Der Signalwimpel „8“ als Erkennungszeichen der DMRL-Fahrzeuge

Der Deutsche Minenräumdienst wurde 1945 auf alliierte Weisung aus verbliebenen Teilen der Kriegsmarine gebildet und hatte die Aufgabe, die Seeminen in den deutschen Küstengewässern zu beseitigen. Die englische Bezeichnung war „German Minesweeping Administration“ (GMSA), während neben dem Begriff „Deutscher Minenräumdienst“ mehrere deutsche Bezeichnungen überliefert sind, darunter „Deutsche Minenräumleitung“ (DMRL) und „Deutsche Minenräumverwaltung“.

## Aufstellung und Aufgaben
Bereits am Tag der bedingungslosen Kapitulation, dem 8. Mai 1945, ordnete der Oberbefehlshaber der Alliierten Streitkräfte an, dass die Kriegsmarine Minenräumfahrzeuge für die Räumung verminter Gewässer bereitzustellen habe. Um die Verwaltung und Erhaltung der deutschen Marineeinheiten und Marinewerften, die unter alliierter Kontrolle arbeiteten, sicherzustellen, blieb zunächst das Oberkommando der Marine (OKM) unter Leitung des von den Alliierten eingesetzten Generaladmirals Walter Warzecha bestehen. Es hatte folgende Aufgaben:
- a. Reparaturen, Erhaltung und Ausrüstung von Minensucheinheiten,
- b. Weiterversorgung mit Minensuchgerät,
- c. Weiterversorgung mit technischen Nachrichtenmitteln für Minensucher,
- d. Weiterversorgung und Verteilung von Brennstoffen aus deutschen Quellen,
- e. Hafen- und Wasserwegebau, Hafenbetonnung und -befeuerung,
- f. Verwaltung deutscher Marinestützpunkte
- g. Besoldung, Bekleidung, Verpflegung.

Nach Auflösung des OKM am 21. Juli 1945 wurde die Deutsche Minenräumleitung (D.M./R.L.) eingerichtet, die diese Aufgaben übernahm.

## Leitung
Für die Koordination der Minenräumung in europäischen Gewässern hatten die Alliierten das International Mine Clearance Board (IMCB) in London eingerichtet. Die DMRL erhielt ihre Räumaufträge über die britische Besatzungsmacht.
Commodore des GMSA waren Commodore H. T. England n Hamburg und ab 1947 Captain Donald Keppel Bain (* 1896). Darunter war der „Chef der Deutschen Minenräumleitung“ (Chef D.M./R.L.) unterstellt.
Als Chef D.M./R.L. wurde durch die britische Marine Konteradmiral Fritz Krauss eingesetzt, der diese Aufgabe bis Ende 1947 wahrnahm. Britischer Chef des „MS-Büros“ war Lieutenant Commander Basil Chrystie Ward (* 1915) als Verbindungsmann zur Britischen Admiralität. Der Stab der DMRL befand sich zunächst in Glückstadt, später in Hamburg am Sitz des britischen Marinebefehlshabers Schleswig-Holstein im sogenannten Navy House.
Stellvertreter des Chefs D.M./R.L. war bis März 1946 Kapitän zur See Heinrich Gerlach, anschließend Kapitän zur See Heinz Assmann. Im Stab der D.M./R.L. wurden außerdem drei Direktoren eingesetzt, darunter Kapitän zur See Alfred Schumann, ehemaliger Leiter der Personalabteilung. Zum Stab gehörten einige führende Offiziere der vormaligen Operationsabteilung, unter ihnen die späteren Inspekteure der Marine Karl-Adolf Zenker und Gert Jeschonnek.
Die Seefahrtabteilung wurde bis Februar 1946 von Kapitän zur See Martin Saltzwedel und anschließend von Korvettenkapitän Claus Henning von Grumbkow geleitet.
Die Personalabteilung wurde für kurze Zeit durch Kapitän zur See Alfred Schumann und dann durch Kapitän zur See Ernst-Ludwig Thienemann geführt. Leiter der Technischen Abteilung war Kapitän zur See Edward Wegener, der Haushaltsabteilung Flottenintendant Werner Thiele, der Ärztlichen Abteilung Geschwaderarzt Carl-Heinz Wandrey und der Rechtsabteilung Flottenrichter Otto Kranzbühler.

## Personal und Fahrzeuge

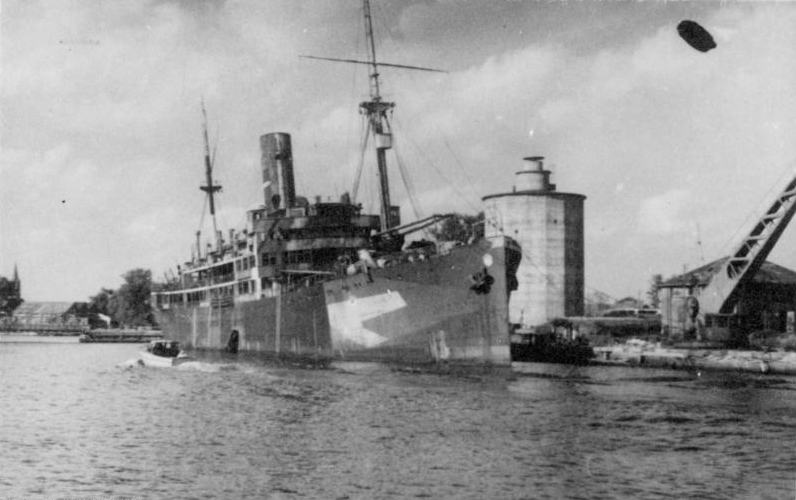
Ein ehemaliger Passagierdampfer diente als Unterkunft der Besatzungen von Minensuchbooten in Wilhelmshaven

Die Angaben über den Personal- und Fahrzeugbestand variieren besonders für die ersten Monate nach der Aufstellung des Minenräumdiensts. So wird ein Anfangsbestand von 100.000 Mann genannt. Der spätere Befehlshaber der Flotte Günter Fromm stellt fest: „Das Oberkommando der Kriegsmarine ermittelte 1664 Fahrzeuge mit einem Personal von 44.600 Mann, die im Minenräumdienst eingesetzt waren. Weit mehr als die Reichsmarine und die Bundesmarine je ausmachten.“ Im Herbst 1945 verfügte die DMRL noch über etwa 27.000 Marinesoldaten, eine Zahl, die sich bis 1946 auf etwa 16.000 Mann reduzierte.  Der Fahrzeugbestand wird für 1946 mit 393 und für 1947 mit 294 angegeben.
Die Soldaten dienten als dienstverpflichtetes, nicht aus der Kriegsmarine entlassenes Personal im Status Surrendered Enemy Personnel, der ihnen nicht die Rechte eines Kriegsgefangenen zukommen ließ. Zunächst trugen die Besatzungen ihre alten Marineuniformen mit allen Orden, jedoch ohne Hakenkreuze. Der Zusammenhalt der Soldaten und der sich angesichts der Gefahr beim täglichen Räumdienst entwickelnde Korpsgeist wurden den Alliierten bald suspekt. Deshalb wurden im Mai 1946 neue Uniformen und eigene Dienstgrade eingeführt.
Die Hakenkreuzflagge durfte vom Zeitpunkt der Kapitulation an nicht mehr geführt werden. Die Alliierten wiesen an, stattdessen eine als Doppelstander abgewandelte internationale Signalflagge „C“ zu setzen, die von deutschen Schiffen bis 1951 geführt wurde. Am 16. Mai 1945 ordnete die Reichsregierung in Flensburg-Mürwik an, dass die im britischen Auftrag im Minenräumdienst eingesetzten deutschen Kriegsschiffe an der Gaffel den nationalen Signalwimpel „8“ zu führen haben. Ohne dass dafür eine Anweisung überliefert ist, führten einige Fahrzeuge außerdem die Signalflagge Q des nationalen Flaggenstells, die wegen ihrer Bezeichnung als Flagge „Quatsch“ als Protest der Kommandanten gegen die Flaggenordnung verstanden wurde.
Wie auch schon während des Krieges bei den Räumbootsflottillen der Kriegsmarine kamen bei den Räumflottillen des Deutschen Minenräumdienstes sogenannte Räumottern (engl. paravane) zum Einsatz.

## Einheiten und Verbände

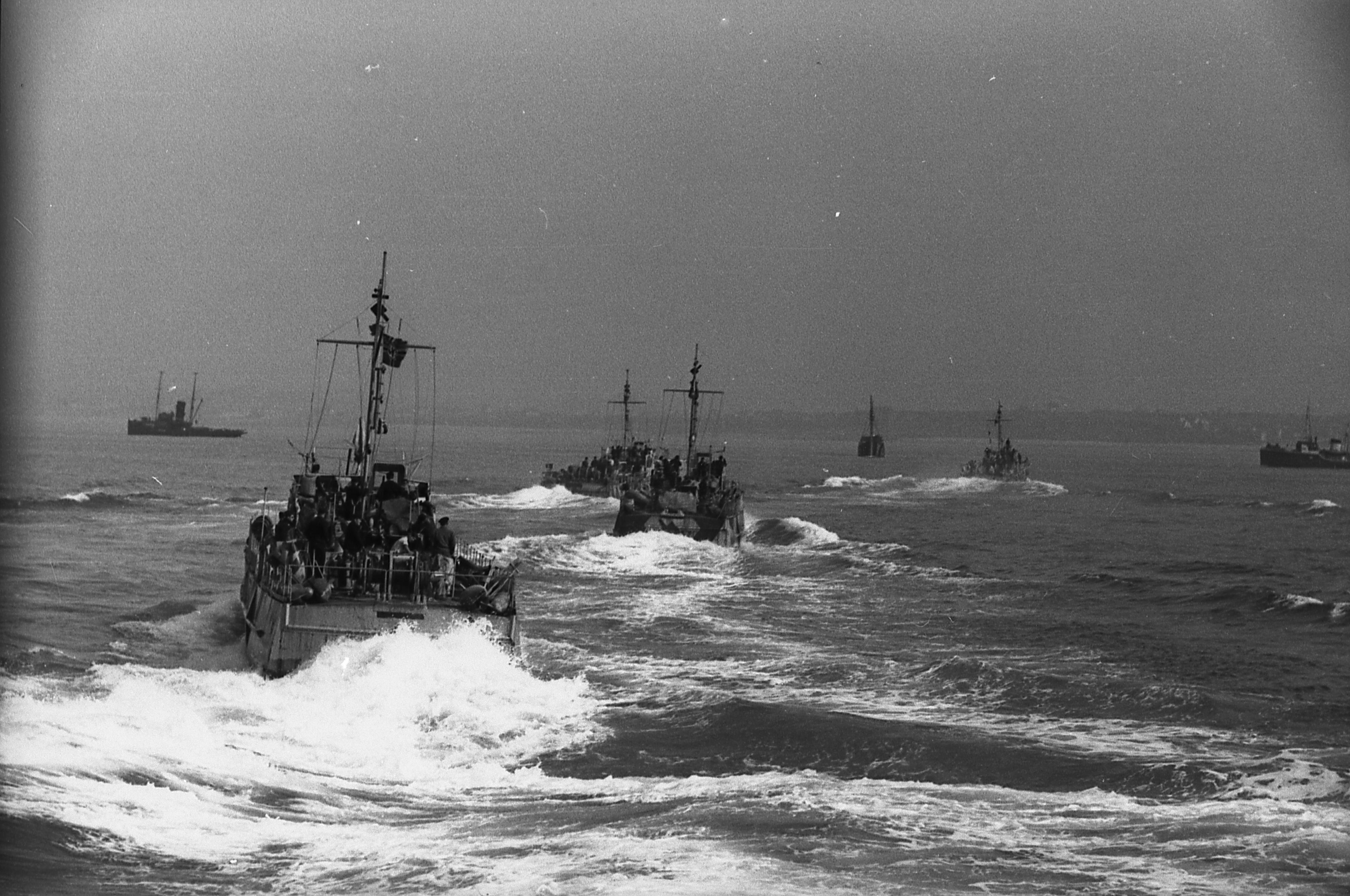
Deutsche Räumflottille im Kriegseinsatz

Der Deutsche Minenräumdienst gliederte sich anfangs in drei Minenräumdienstkommandos (DMRK) und einer Marinedienststelle Norwegen, welchen vier Minenräumdivisionen unterstellt waren. Die 5. Minenräumdivision (Holland), ebenso wie die später eingerichtete 6. Minenräumdivision, war eigenständig. Hinzu kamen Kräfte unter französischer Führung, die nicht der Deutschen Minenräumdienstleitung unterstanden. In der mittleren Ostsee waren Kräfte unter sowjetischer Leitung eingesetzt. In den Niederlanden und Norwegen gab es damit keine Minenräumdienstkommandos, sondern nur die eine Marinedienststelle für Norwegen und die 5. Minenräumdivision in den Niederlanden, welche beide dem DMRL in Hamburg unterstellt waren.

### Deutsche Minenräumdienstkommandos/Marinedienststelle
Die Deutschen Minenräumdienstkommandos wurden mit der Einrichtung des Deutschen Minenräumdienstes aufgestellt und wurden direkt der Deutschen Räumdienstleitung in Glücksburg unterstellt.
Im April 1946 wurden die Minenräumdienstkommandos aufgelöst und die sechs Minenräumdivisionen direkt der Leitung unterstellt.

#### I. Deutsches Minenräumdienstkommando (Schleswig-Holstein)
Das Kommando war in Kiel-Kronshagen beheimatet und hatte die 1. Minenräumdivision zugeteilt.
Geführt wurde das Kommando von Konteradmiral Günther Schubert.

#### II. Deutsches Minenräumdienstkommando (Westdeutschland)
Das Kommando war in Buxtehude beheimatet und hatte die 2. Minenräumdivision zugeteilt.
Geführt wurde das Kommando von Kapitän zur See Karl Ernst Smidt.

#### III. Deutsches Minenräumdienstkommando (Dänemark)
Das Kommando war in Kopenhagen beheimatet und hatte die 3. Minenräumdivision zugeteilt.
Geführt wurde das Kommando von Kapitän zur See Max Freymadl.

#### Deutsche Marinedienststelle (Norwegen)
Das Kommando war in Oslo beheimatet und hatte die 4. Minenräumdivision zugeteilt.
Geführt wurde die Dienststelle von Fregattenkapitän Fro Harmsen, welcher am 1. September 1945 durch Verfügung des Alliierten Oberkommandos zum Kapitän zur See befördert wurde.

### Minenräumdivisionen

#### 1. Minenräumdivision
Die 1. MRD in Kiel war für die deutschen Küstengewässer in der westlichen Ostsee zuständig und wurde von Fregattenkapitän Adalbert von Blanc (ehemaliger Kommandeur der 9. Sicherungs-Division) geführt.
Die Division bestand im Oktober 1945 aus:
- 2. Minensuchflottille (von der ehemaligen 10. Sicherungs-Division)
- 12. Minensuchflottille
- 31. Minensuchflottille (von der ehemaligen 9. Sicherungs-Division)
- 1. Räumflottille (als 1. Räumbootsflottille von der ehemaligen 9. Sicherungs-Division) mit u. a. Schiff M 566
- 8. Räumflottille
- 1. Sperrbrecherflottille (von der ehemaligen 5. Sicherungs-Division)
- KFK-Bewachungsverband aus sieben KFK-Gruppen
- KFK-Sondergruppe

#### 2. Minenräumdivision

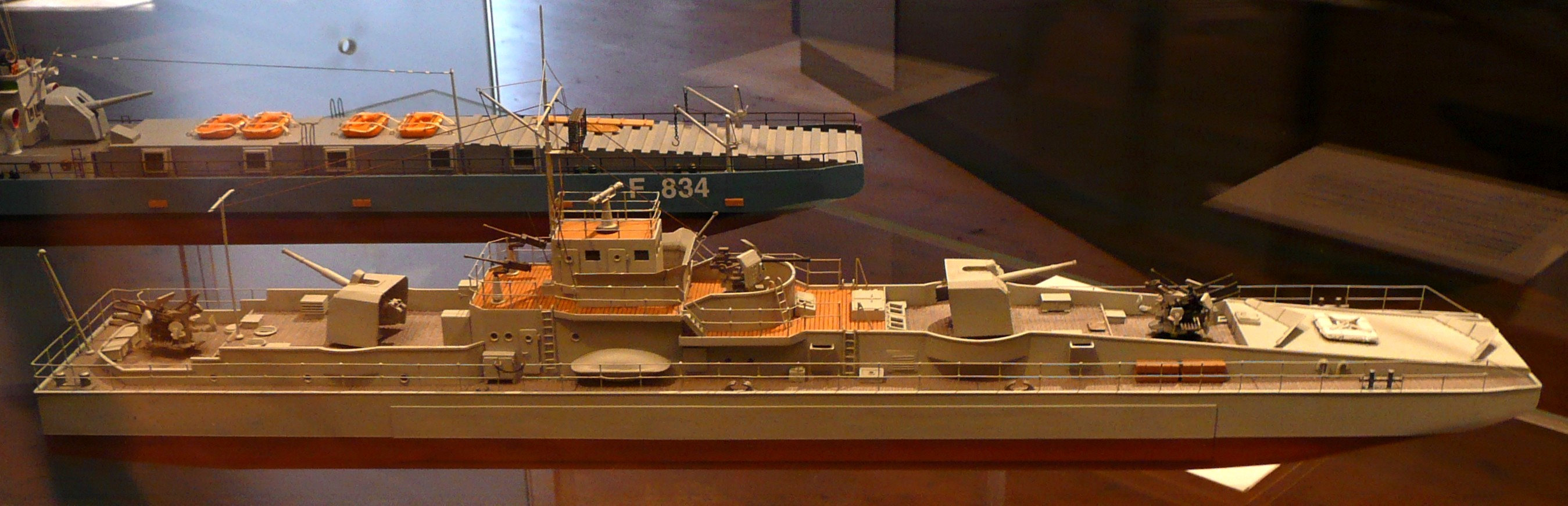
Ein Artilleriefährprahm (vorderes Modell) und mehrere Marinefährprähme (dahinter) waren Teil der 2. Transportflottille

Die 2. MRD („Nordsee A“) in Cuxhaven war für die Gewässer vor der deutschen Nordseeküste zuständig und wurde von Fregattenkapitän Herbert Max Schultz, ehemaliger Kommandeur der 1. Schnellboot-Division und 3. Schnellboot-Flottille, geführt. Ihre Stützpunkte waren Cuxhaven, Bremerhaven und Wilhelmshaven. Begleitschiff der Division war die Helgoland, welches im März 1946 ausbrannte. Ein Teil der an der Weser- und Jademündung stationierten Fahrzeuge wurde später zur 6. Minenräumdivision zusammengezogen.
Die Division bestand im Oktober 1945 aus:
- 7. Minensuchflottille (Cuxhaven) (von der ehemaligen 5. Sicherungs-Division)
- 27. Minensuchflottille
- 9. Räumflottillen (Cuxhaven) mit u. a. dem Schiff Alders
- 13. Räumflottillen (Cuxhaven) mit u. a. dem Schiff Nordsee
- 2. Sperrbrecherflottille (Cuxhaven)
- 2. Transportflottille (Cuxhaven) mit u. a. dem Schiff Lauting
- ein Netzräumverband (Cuxhaven)
- eine Nebelträgergruppe (Bremerhaven)
- diverse sonstige Einsatzfahrzeuge (Bremerhaven)

#### 3. Minenräumdivision
Die 3. MRD in Kopenhagen, ab Ende 1945 in Frederikshavn, war für die dänischen Gewässer zuständig und wurde von Fregattenkapitän Gustav Forstmann (bis Februar 1946, ehemaliger Kommandeur der 1. Räumbootsflottille) geführt. Anschließend übernahm der Kapitän zur See Bodo-Heinrich Knoke für kurze Zeit das Kommando. Als im April 1946 die drei DMRKs übernahm der ehemalige Kommandeur des III. Minenräumdienstkommandos, Kapitän zur See Freymadl, die Führung der Division. 1946 war die Division in Hirtshals und wurde im Oktober 1946 aufgelöst.
Die Division bestand im Oktober 1945 aus:
- Führerschiff Reiher (ehemaliges Quartierschiff der 10. Sicherungs-Division)
- 22. Minensuchflottille
- 40. Minensuchflottille mit u. a. den Schiff M 509, M 582 und Nautilus
- 25. Räumflottille
- 3. Sperrbrecherflottille (von der ehemaligen 10. Sicherungs-Division und unter Kapitän zur See d. R. Otto Fontane)
- ehemalige Netzsperrflottille Mitte
- Hinzu kamen noch 28 ehemalige deutsche Räumboote, die an die dänische Marine abgegeben worden waren.[10]
- Reserveboote, wie die Czajka, Mewa, Rybitwa und die Żuraw

#### 4.  Minenräumdivision

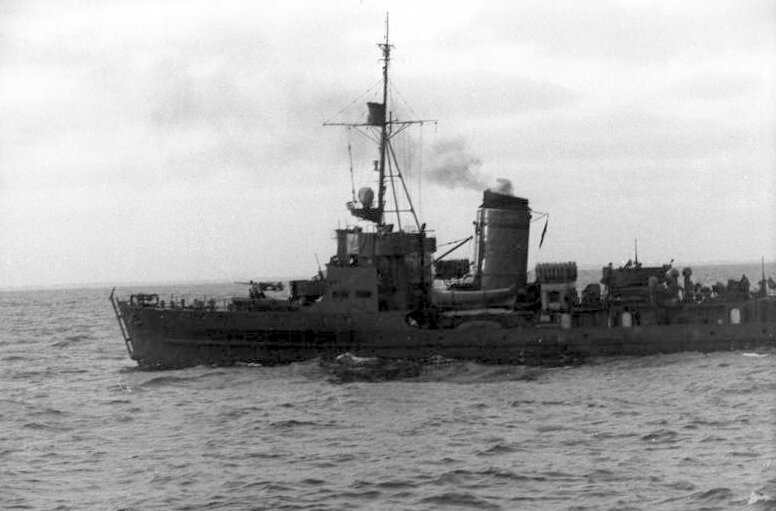
Die 4. MRD in Norwegen setzte Minensuchboote Typ 1940 ein

Die 4. MRD in Kristiansand war für die norwegische Küste verantwortlich und wurde von Fregattenkapitän Hans-Otto Philipp (ehemaliger Kommandeur der 11. Minensuchflottille (1), 23. Minensuchflottille und Chef des 1. Küstensicherungsverbands), später von Fregattenkapitän Helmut Neuss, geführt. Das Führungsschiff war das Schnellbootbegleitschiff Adolf Lüderitz.
Die Division operierten von den Häfen Kristiansand als Hauptstützpunkt und Stavanger, Oslo, Trondheim, Tromsø und Bergen aus.
Die Division bestand im Oktober 1945 aus:
- Depotschiff Adolf Lüderitz
- 5. Minensuchflottille mit u. a. dem Schiff Bremse
- 9. Minensuchflottille
- 23. Minensuchflottille
- 4. Räumflottille
- 5. Räumflottille (aus der 5. Räumbootsflottille) mit u. a. dem Schiff Elbe
- 7. Räumflottille (aus der 7. Räumbootsflottille) mit u. a. dem Schiff Weser
- 16. Räumflottille
- 53. Vorpostenflottille
- 55. Vorpostenflottille
- 61. Vorpostenflottille (vom ehemaligen Seekommandanten Kirkenes)
- 65. Vorpostenflottille mit u. a. dem Schiff Togo und Rau IX
- 67. Vorpostenflottille (vom ehemaligen Seekommandanten Kirkenes)
- 8. Landungsflottille (vom ehemaligen Admiral der norwegischen Polarküste)
- 9. Landungsflottille (vom ehemaligen Admiral der norwegischen Polarküste)
- KFK-Gruppe (Oslo)
- KMA-Räumflottille Stavanger
- KMA-Räumflottille Kristiansand-Süd
- Transportflottillen und -verbände

Die 4. Minenräumdivision wurde im Oktober 1946 aufgelöst.

#### 5.  Minenräumdivision
Die 5. MRD in IJmuiden und Borkum war für die niederländischen Gewässer zuständig und wurde von Korvettenkapitän Harald Schaper (ehemaliger Kommandeur der 34. Minensuchflottille) geführt, später Korvettenkapitän Eberhard Homeyer.
Die Division bestand im Oktober 1945 aus:
- Flottentender Jagd
- 25. Minensuchflottille (von der ehemaligen 9. Sicherungs-Division)
- 16. Räumflottille
- 17. Räumflottille (als 17. Räumbootsflottille von der ehemaligen 9. Sicherungs-Division)
- Hinzu kamen elf ehemalige deutsche Räumboote, die mit Personal der niederländische Marine besetzt waren.[10]

#### 6.  Minenräumdivision
Die 6. MRD („Nordsee B“) in Bremerhaven und Wilhelmshaven war aus der 2. MRD ausgegliedert worden und dem Weser River Patrol der US Navy unterstellt. Sie war für die Gewässer zuständig vor der Weser-, Jade- und Emsmündung und wurde von Korvettenkapitän Kurt Ambrosius (letzter Chef der 12. Vorpostenflottille) geführt.
Die 6. MRD bestand aus der 27. Minensuchflottille der 2. MRD und diversen sonstigen Einsatzfahrzeugen. Zusätzlich war eine Nebelträgergruppe zugeordnet.
Die 6. Minenräumdivision wurde im September 1947 aufgelöst.

## Auflösung

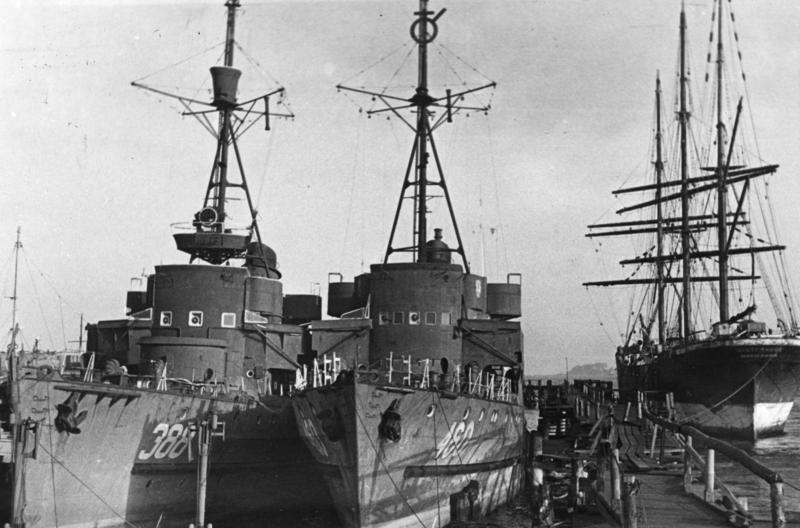
Die von der DMRL ausgemusterten M-Boote 388 und 460 liegen 1949 für den Umbau zu Passagierschiffen in der Werft. Stattdessen versahen sie ab 1951 Dienst in der LSU-B und ab 1956 in der Bundesmarine als Seehund und Seeigel.

Als die Sowjetunion gegen den Bestand des Verbandes als heimliche deutsche Wiederbewaffnung protestierte, wurde er zum 31. Dezember 1947 aufgelöst. Zu diesem Zeitpunkt waren die deutschen Gewässer von Ankertauminen geräumt, jedoch bestand weiterhin Gefahr durch Grundminen.
Um die Räumung der noch nicht beseitigten Grundminen fortzusetzen, wurde im Januar 1948 unter britischer Kontrolle der Minenräumverband Cuxhaven (MRVC) aufgestellt, der die Aufgaben der DMRL bis 1951 fortführte. Diese erheblich kleinere, zivil eingekleidete Folgeorganisation mit Heimathafen Cuxhaven verfügte nur noch über zwölf Minensuchboote und etwa 600 Mann. Nach Auflösung des MRVC wurde ein kleiner Teil des Personals vom neu entstehenden Seegrenzschutz und der amerikanisch geführten Labor Service Unit (B) übernommen.
Bei verschiedenen Minenexplosionen und Unfällen gingen insgesamt zehn Fahrzeuge verloren und 348 Angehörige ließen ihr Leben.

## Öffentliche Wahrnehmung
In der Öffentlichkeit und Presse wurden die Angehörigen des Minenräumdienstes wegen ihrer militärischen Tätigkeit teilweise als unverbesserliche Militaristen angefeindet oder als Hilfswillige („Hiwis“) der Alliierten verspottet. So wurde die Abkürzung als „General Montgomerys SA“, „Geh mit, such Adolf“ oder „Geheime Marine der SA“ umgedeutet.